# Думбрава-де-Міжлок
Думбрава-де-Міжлок (рум. Dumbrava de Mijloc) — село у повіті Мехедінць в Румунії. Входить до складу комуни Думбрава.
Село розташоване на відстані 233 км на захід від Бухареста, 41 км на схід від Дробета-Турну-Северина, 56 км на захід від Крайови.

## Населення
За даними перепису населення 2002 року у селі проживали 80 осіб, усі — румуни. Усі жителі села рідною мовою назвали румунську.